# Henri Fernand Dentz

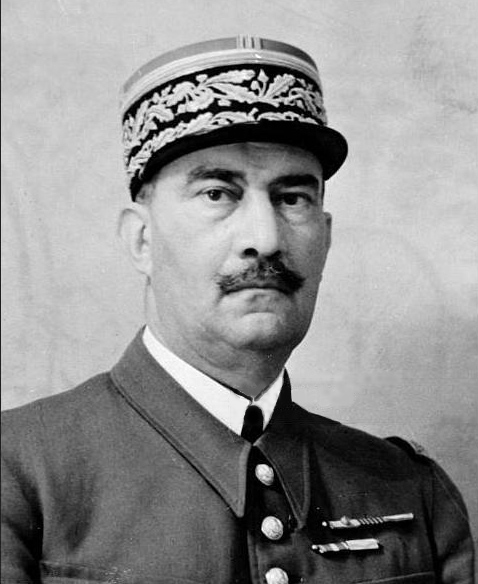
Henri Fernand Dentz (1940)

Henri Fernand Dentz (* 16. Dezember 1881 in Roanne, Département Loire; † 13. Dezember 1945 in Fresnes, Département Val-de-Marne) war ein französischer Général d’armée.

## Leben

### Herkunft und militärischer Werdegang
Dentz kam aus einer im Elsass ansässigen Familie. Nach der Niederlage im Deutsch-Französischen Krieg verließ sein Vater den von Deutschland annektierten Landesteil. Dentz schloss seine Ausbildung an der Militärschule Saint-Cyr als Klassenbester ab. Im Ersten Weltkrieg diente er als Bataillonskommandeur und schließlich als Stabschef einer Infanteriedivision. 1920–1923 leitete er den Nachrichtendienst der französischen Armee in Syrien. Im Dezember 1927 wurde er zum Lieutenant-colonel und 1931 zum Colonel befördert. Während er 1934 bis 1937 die 54. Brigade kommandierte wurde er im Dezember 1935 Général de brigade. In den folgenden zwei Jahren avancierte er zum Vizechef des Generalstabes bis zum Général de division im Dezember 1937. Als Général de corps d’armée befehligte er das XV. und dann das XII. Corps.

### Im Zweiten Weltkrieg
Dentz wurde bei Beginn der Schlacht um Frankreich am 5. Juni 1940 Militärgouverneur von Paris und musste die Hauptstadt Frankreichs schon neun Tage später der anrückenden deutschen 18. Armee unter General Georg von Küchler übergeben.
Die Vichy-Regierung ernannte Dentz im Dezember 1940 zum Hochkommissar für Syrien und den Libanon und Oberbefehlshaber der Armée du Levant, seit 1920 ein französisches Mandatsgebiet des Völkerbundes. Auf Weisung des Regierungschefs François Darlan, der sich zusammen mit General Maxime Weygand am 14. Mai 1941 mit Hitler getroffen hatte, erlaubte Dentz der Wehrmacht die Nutzung syrischer Flugplätze zur Unterstützung der irakischen Regierung unter Raschid Ali al-Gailani gegen die britische Intervention im Irak und schickte auf Veranlassung des deutschen Emissärs Rudolf Rahn auch Waffen in den Irak. Nach dem Sieg der Briten im Irak zogen diese gegen die französischen Truppen in den Krieg.
Am 8. Juni 1941 sah er sich mit seinen 45.000 Soldaten der Offensive der britischen, indischen, australischen und freifranzösischen Einheiten unter Maitland Wilson – insgesamt 20.000 Mann – von Palästina aus gegenüber. Angesichts des drohenden Kampfes gegen die eigenen Landsleute (Freifranzosen) zögerte Dentz mit Abwehrmaßnahmen und forderte zu spät die Unterstützung der deutschen Luftwaffe an. Eine Unterstützung der Einheiten durch französische Zerstörer wurde durch die Briten unterbunden. Am 21. Juni 1941 wurde Damaskus von Briten und Freifranzosen besetzt.
Am 14. Juli 1941 befahl Dentz die Einstellung der Kampfhandlungen. 1866 französische Soldaten fielen bei den Gefechten, darunter 1066 Soldaten der Vichy-Regierung und 800 Freifranzosen unter General Georges Catroux. Es blieb ein einmaliges Ereignis, dass u. a. Einheiten der französischen Fremdenlegion gegeneinander kämpften. Mit den Waffenstillstandsbedingungen vom 14. Juli 1941 in Saint-Jean-d’Acre wurde den Vichy-Streitkräften der Abzug ohne Ausrüstung gestattet. Dentz kehrte mit 33.000 Soldaten, davon 1400 Verwundete, nach Frankreich zurück und erhielt Straffreiheit zugesagt. Im Juni 1941 zum General ernannt ging er aus Altersgründen 1943 in Pension.
Nach dem Zweiten Weltkrieg wurde er vom Obersten Gerichtshof der Provisorischen Regierung Frankreichs der Kollaboration mit dem Feind für schuldig befunden und zum Tode verurteilt. Im Oktober 1945 begnadigte ihn de Gaulle zu lebenslänglicher Haft. Dentz starb nach zweihundert Tagen Haft im Gefängnis von Fresnes bei Paris an den Folgen der Haftbedingungen.